# پاپا جانز پیتزا
پاپا جانز پیتزا (انگلیسی: Papa John's Pizza) شرکت رستوران‌های زنجیره‌ای آمریکایی است، که در سال ۱۹۸۴ توسط جان اشناتر تأسیس شد.